# مناخ الرضيمة
مَنَاخُ الرُّضَيْمَة أو مَعْرَكَةُ الرُّضَيْمَة هو مناخ حدث عام 1823م/1238 هـ واستمر 3 شهور في الرضيمة شمال شرق الرياض بين ماجد بن عريعر آل حميد حاكم الأحساء وحلفائه من عنزة وسبيع ضد فيصل بن وطبان الدويش وحلفائه من العجمان والدواسر والسهول ، انتهى بهزيمة ماجد بن عريعر آل حميد ومقتل مغيلث بن هذال شيخ عنزة

## الأسباب
كان بين قبيلة العجمان وبين أبن عريعر حرب مستمرة وبعد ذلك نوخ العجمان لابن عريعر ثلاثة أشهر في موقع يسمى الرضيمة تقع شمالاً من الرياض ، وأسباب ذلك أن أبن عريعر قتل عشرين شخص من آل شامر من العجمان بدون سبب وأبقى على حياة واحد منهم وقال له : أذهب إلى قومك وأبلغهم بذلك فلما علموا العجمان بذلك قرروا المقاطعة معه وبعد ذلك سنحت لهم الفرصة وعثروا على سبعين شخصاً يحشون الخيل من أتباع بن عريعر ، ومعهم حماية من الفرسان يُقال لهم جنب فشنوا عليهم العجمان غارة فقتلوهم جميعاً وأبقوا على حياة شخص وأرسلوه ليرد الخبر لأبن عريعر ، وبعد ذلك حدثت الحروب بينهم.

## المعركة
ويروي ابن بشر المعركة في كتابه عنوان النجد في تاريخ نجد ما يلي 

ويروي عثمان بن سند المعركة في كتابه مطالع السعود في أخبار داود ما يلي